# Julio Pazos Barrera
Julio Pazos Barrera (Baños, 19 de agosto de 1944) es un destacado escritor y poeta ecuatoriano. Su trayectoria que gira alrededor de la poesía, la academia y la crítica literaria, ha sido reconocida con  premios nacionales e internacionales como el Aurelio Espinosa Pólit y el Casa de las Américas, culminando con el Premio Nacional Eugenio Espejo. Su labor como catedrático universitario, su contribución a la Academia Ecuatoriana de la Lengua y su incursión en la gastronomía ecuatoriana con obras significativas como "El Sabor de la memoria" demuestran su versatilidad y relevancia en la cultura de su país. Además, preside al momento la Corporación Grupo América, dirigiendo su importante revista cutural.

## Biografía

### Primeros años y estudios
Nació el 19 de agosto de 1944 en Baños, provincia de Tungurahua; hijo de Julio Pazos Jurado y Rosa Barrera, publicó su primer libro de poesía “Plegaria Azul” en 1963. Se graduó de maestro normalista e ingresó a la Facultad de Pedagogía de la Pontificia Universidad Católica del Ecuador. Trabajó en el colegio García Moreno en el turno de la noche. Se graduó de licenciado en Ciencias de la Educación con mención en Letras y Castellano, mientras trabajaba en el Senado como corrector de pruebas.
Recibe el premio de poesía por la Universidad Católica del Ecuador en 1968. Ingresa al Instituto Central Técnico para dar cátedra; un año después fue contratado por la Pontificia Universidad Católica del Ecuador como profesor de Letras y Castellano. Ese mismo año viajó a Bogotá para realizar un posgrado en Literatura en el Instituto Caro Cuervo.

### La poesía, la academia y la crítica literaria
Años más tarde fue director del Teatro Independiente Francisco Tobar García. Publicó “Ocupaciones del buscador” (1971) en Quito. Recibió el premio “Conrado Blanco” . En 1974 publicó “Prendas tan queridas las palabras entregadas al vuelo”; más tarde viajó a Madrid para estudiar un posgrado en lengua y literatura española en el Instituto de Cooperación Iberoamericano.
En 1977 publicó “Entre las sombras las iluminaciones”; dos años después recibió el premio nacional de Literatura Aurelio Espinosa Pólit. En 1980 publicó “La ciudad de las visiones”. En 1982 publicó “Levantamiento del país con textos libres” y ese mismo año recibió el premio Casa de las Américas en la Habana. Actuó como asesor en la Subsecretaria de Cultura; después en 1983 publicó un estudio crítico sobre “Medardo Ángel Silva”. Además se incorporó a la Academia Ecuatoriana de la Lengua en 2009 con el discurso titulado La risa en la ficción literaria del Ecuador.
En 1984 publicó “Oficios”; el siguiente año publicó “Contienda entre la vida y la muerte o personajes volando en un lienzo” y un estudio crítico sobre “La Vorágine” de José Luis Eustaquio Rivera por la colección Antares-libresa. Dos años más tarde fue primer vocal del consejo superior de la Casa de la Cultura. Para dos años más tarde publicó “Mujeres”. El siguiente año fue director de la sección de Literatura Ecuatoriana en la Casa de la Cultura. Ese mismo año recibió la condecoración “Juan León Mera” del municipio de Ambato y el Premio Nacional de Poesía Jorge Carrera Andrade del municipio de Quito. Dos años más tarde se graduó de Doctor en Literatura de la Pontificia Universidad Católica del Ecuador. Además fue  profesor invitado de Poesía Hispanoamericana en la Universidad de Nuevo México, Albuquerque en 1992.

### Incursión en la gastronomía
Además de ser catedrático de la Universidad Católica de Ecuador, ha dedicado además parte de su obra a la gastronomía y la historia de la cocina de Ecuador, dentro de lo que destaca su libro "El Sabor de la memoria" en 2008. Esta publicación explora la historia de la cocina ecuatoriana desde la época prehispánica, pasando por la Colonia o período hispánico, hasta la actualidad. Según Pazos Barrera, la cocina es un producto que se desarrolla en un entorno específico y se enriquece con los alimentos que este provee. Estos productos, a su vez, otorgan un carácter distintivo a la comunidad que habita en dicho entorno. De esta manera, la cocina genera identidad y un vínculo profundo con la tierra. En el año 2010 ganaría el Premio Nacional Eugenio Espejo, el mayor galardón de su país en el ámbito literario. Además forma parte del Grupo América y contribuye continuamente en esta importante revista, siendo su presidente. En el año 2021 presentó su libro "Hojas del árbol de vida", obra en prosa que incluye relatos y textos evocativos de este conocido exponente de la literatura ecuatoriana contemporánea.

## Reconocimiento
- Primer premio Homenaje a Quito de la Fundación Conrado Blanco de Madrid (1973)
- Premio Nacional de Literatura Aurelio Espinosa Pólit (1979)
- Premio Casa de las Américas (1982)
- Premio Jorge Carrera Andrade (1988)
- Distinción Juan León Mera (1988)
- Distinción Juan Montalvo (1994)
- Condecoración y medalla de oro Aurelio Espinosa Pólit (2006)
- Premio Nacional Eugenio Espejo (2010)

## Obras relevantes

### Poesía
- Plegaria azul (1963)
- Ocupaciones del buscador (1971)
- Prendas tan queridas las palabras entregadas al vuelo (1974)
- Entre las sombras las iluminaciones (1977)
- La ciudad de las visiones (1980)
- Levantamiento del país con textos libres (1982)[16]
- Oficios (1984)
- Contienda entre la vida y la muerte o Personajes volando en un lienzo (1985)
- Mujeres (1988)
- Constancias (1993)
- Holograma (1997)
- Arte de la memoria (1998)
- Días de pesares y delirios (2000)
- Es una alteración del sentimiento (2005)
- El libro del cuerpo (2009)
- Elementos (2011)

### Crítica literaria
- Ensayo: "Medardo Angel Silva" Estudio introductorio (1983)
- "La vorágine". Estudio introductorio (1985)
- "La victoria de Junín y otros poemas". Estudio introductorio (1988)
- Literatura popular: versos y dichos de Tungurahua (1991)
- "Oposición a la magia de Francisco Proaño Arandi". Estudio introductorio (1994)
- Juan León Mera: una visión actual (1996)
- Acercamiento a la obra de Oscar Efrén Reyes (1997)
- Arte de la memoria, (1998)
- Fisiología de la risa y otros textos (Selección y anotación de textos de Juan Montalvo), (2009).
- Veinte y seis puertas patrimoniales de Quito, (2019)
- Hojas del árbol de la vida, (2021)

### Gastronomía
- Cocina criolla, cocinemos lo nuestro (1990)
- El sabor de la memoria, historia de la cocina quiteña (2008)
- La Cocina del Ecuador: recetas y lecturas (2014)

### Ediciones de su obra
- Poesía (1971 - 2002)
- Antología Poética (,2006)
- Escritos de Cordel, selección de poesía 1968 y 1998 (2011)